# Исабеков, Жуман
Жуман Исабеков (род. 1926, село Ултуган, Акмолинский уезд, Акмолинская губерния, Казакская АССР, РСФСР, СССР — 1986, село Ултуган, Акмолинская область, Казахская ССР, СССР) — бригадир опытного хозяйства Целинной машиноиспытательной станции, Макинский район Целиноградской области, Казахская ССР. Герой Социалистического Труда (1981).

## Биография
Родился в 1926 году в крестьянской семье в селе Ултуган Акмолинского уезда.
После окончания курсов механизаторов трудился трактористом. Позднее был назначен бригадиром бригады трактористов опытного хозяйства Целинной машиноиспытательной станции в Макинском районе.
В 1977 году за выдающиеся трудовые достижения был награждён Почётной грамотой Министерства сельского хозяйства СССР и ЦК профсоюзов работников сельского хозяйства.
В 1980 году бригада Жумана Исабекова досрочно выполнила производственные задания Десятой пятилетки. Указом Президиума Верховного Совета СССР от 19 февраля 1981 года «за выдающиеся успехи, достигнутые в выполнении планов и социалистических обязательств по продаже государству в 1980 году миллиарда пудов зерна и перевыполнении планов десятой пятилетки по производству и закупкам хлеба и других сельскохозяйственных продуктов» удостоен звания Героя Социалистического Труда с вручением ордена Ленина и золотой медали «Серп и Молот».